# Mistrzostwa Świata w Kolarstwie Torowym 1992
89. Mistrzostwa Świata w Kolarstwie Torowym 1992 odbyły się w hiszpańskiej Walencji w sierpniu 1992 roku. W tym samym roku odbywały się także igrzyska olimpijskie w Barcelonie, więc w programie mistrzostw znalazły się tylko konkurencje nieolimpijskie: wyścig punktowy dla kobiet, a dla mężczyzn: wyścig punktowy, wyścig ze startu zatrzymanego zawodowców i amatorów, wyścig indywidualny na dochodzenie zawodowców, keirin, tandemy i sprint indywidualny zawodowców. Były to ostatnie mistrzostwa, na których rozegrano wyścig ze startu zatrzymanego amatorów.

## Medaliści

### Kobiety
| Konkurencja     | Złoto          | Srebro       | Brąz           |
| --------------- | -------------- | ------------ | -------------- |
| wyścig punktowy | Ingrid Haringa | Barbara Ganz | Janie Eickhoff |

### Mężczyźni
| Konkurencja                              | Złoto                                       | Srebro                                        | Brąz                                  |
| ---------------------------------------- | ------------------------------------------- | --------------------------------------------- | ------------------------------------- |
| wyścig punktowy                          | Bruno Risi                                  | Jonas Romanovas                               | Juan Curuchet                         |
| wyścig ze startu zatrzymanego zawodowców | Peter Steiger                               | Jens Veggerby                                 | Antonio Fanelli                       |
| wyścig ze startu zatrzymanego amatorów   | Carsten Podlesch                            | David Solari                                  | Roland Königshofer                    |
| indywidualnie na dochodzenie             | Michael McCarthy                            | Shaun Wallace                                 | Artūras Kasputis                      |
| keirin                                   | Michael Hübner                              | Stephen Pate                                  | Frédéric Magné                        |
| tandemy                                  | Włochy · Gianluca Capitano · Federico Paris | Czechosłowacja · Lubomír Hargaš · Pavel Buráň | Australia · Anthony Peden · David Dew |
| sprint indywidualny                      | Michael Hübner                              | Frédéric Magné                                | Erik Schoefs                          |

## Klasyfikacja medalowa
| Miejsce | Państwo           |   |   |   | Razem |
| ------- | ----------------- | - | - | - | ----- |
| 1.      | Niemcy            | 3 | 0 | 0 | 3     |
| 2.      | Szwajcaria        | 2 | 1 | 0 | 3     |
| 3.      | Włochy            | 1 | 1 | 1 | 3     |
| 4.      | Stany Zjednoczone | 1 | 0 | 1 | 2     |
| 5.      | Holandia          | 1 | 0 | 0 | 1     |
| 6.      | Australia         | 0 | 1 | 1 | 2     |
|         | Francja           | 0 | 1 | 1 | 2     |
|         | Litwa             | 0 | 1 | 1 | 2     |
| 9.      | Czechosłowacja    | 0 | 1 | 0 | 1     |
|         | Dania             | 0 | 1 | 0 | 1     |
|         | Wielka Brytania   | 0 | 1 | 0 | 1     |
| 12.     | Argentyna         | 0 | 0 | 1 | 1     |
|         | Austria           | 0 | 0 | 1 | 1     |
|         | Belgia            | 0 | 0 | 1 | 1     |